# Ginura pomarańczowa

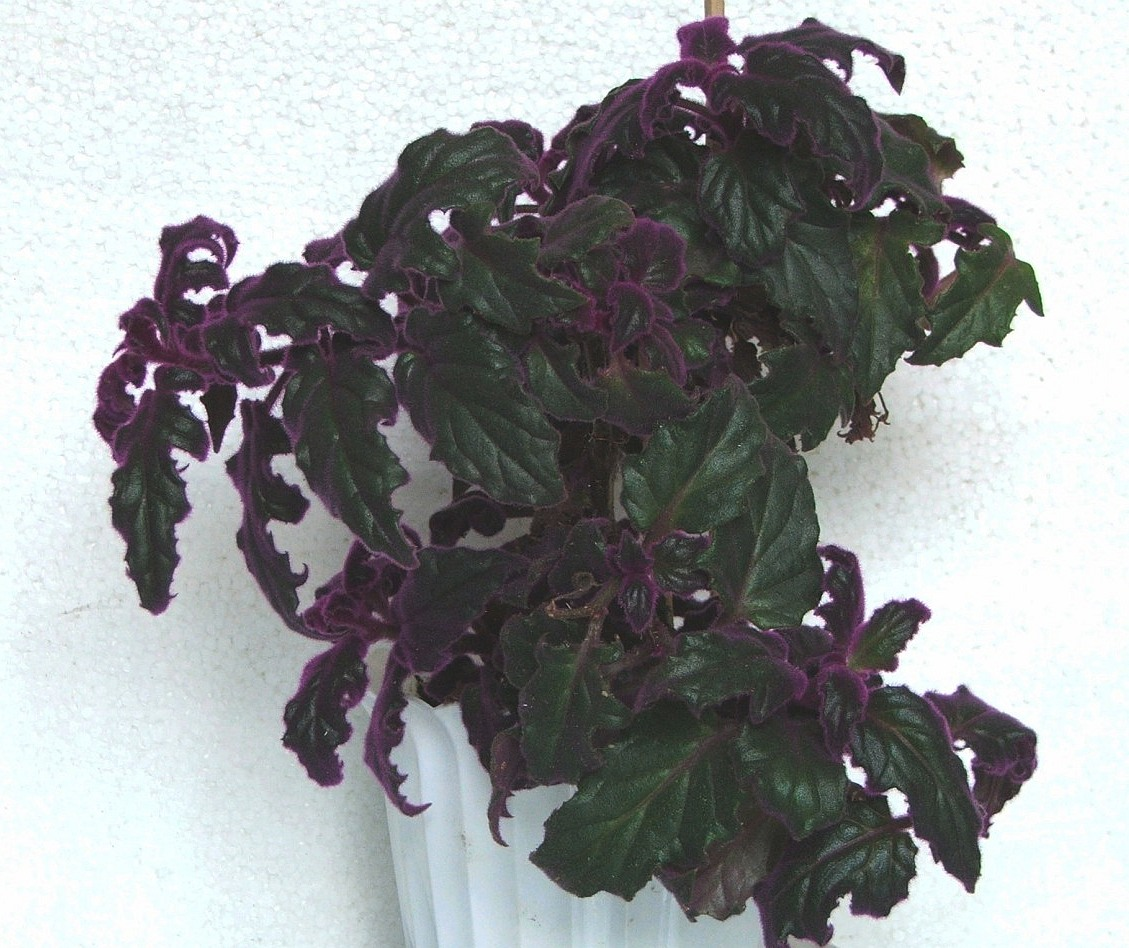
Silnie wybarwione liście są głównym walorem ozdobnym tej rośliny

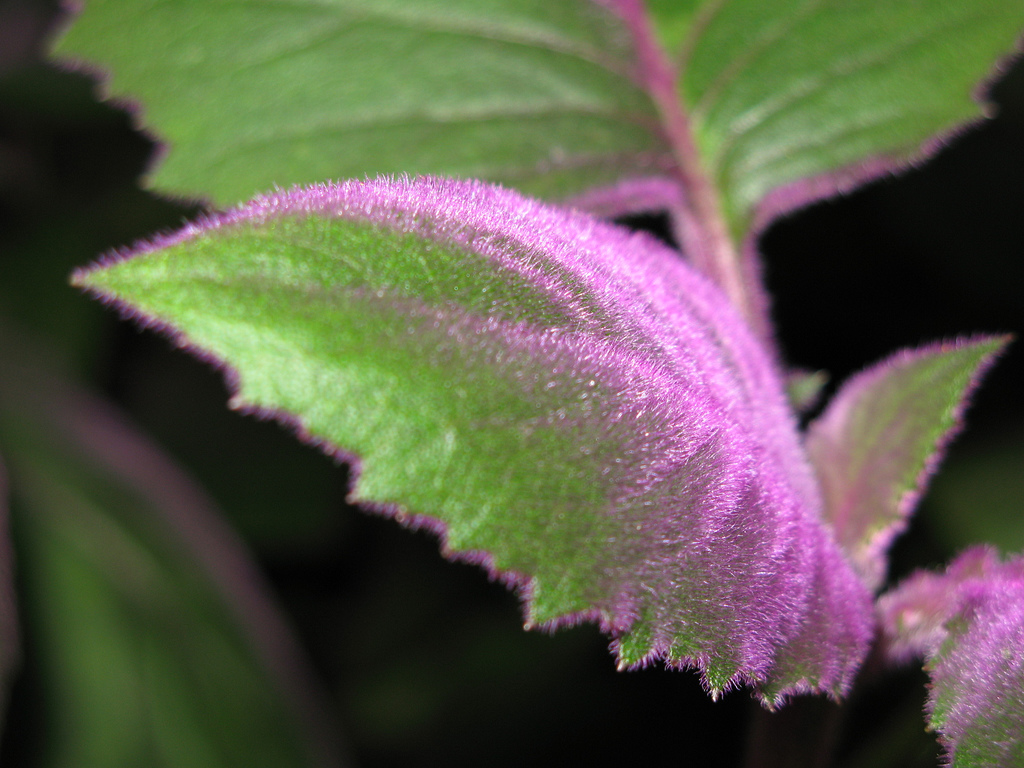
Owłosiony i wybarwiony liść

Ginura pomarańczowa (Gynura aurantiaca) – gatunek rośliny należący do rodziny astrowatych. Pochodzi z tropikalnych obszarów Azji (z Malezji, z wysp Celebes i Jawa). W Polsce jest uprawiany jako roślina ozdobna

## Morfologia
PokrójRoślina o krzewiastym pokroju i wysokości do około 45 cm.
ŁodygaWzniesiona, rozgałęziona, pokryta szorstkimi włoskami.
LiścieUlistnienie skrętoległe. Liście pojedyncze, kształtem przypominające liście pokrzywy. Są jajowate, karbowane, ostro zakończone, wyrastające na dość długich ogonkach. Ich charakterystyczną cechą jest jasno-purpurowo-fioletowe wybarwienie. Również włoski, którymi są pokryte są fioletowe.
KwiatyZebrane w koszyczki. Są dość niepozorne, przypominają wyglądem kwiaty starca zwyczajnego. Mają pomarańczowy kolor i od tego pochodzi gatunkowa nazwa rośliny. Roślina zakwita w drugim roku i kwitnie wiosną i latem. Kwiaty wydzielają nieprzyjemny zapach. Po przekwitnięciu obumiera.

## Zastosowanie
W Polsce jest uprawiana jako roślina pokojowa. Jest łatwa w uprawie. Głównymi jej walorami ozdobnymi są intensywnie wybarwione liście. Roślina rośnie szybko i jest krótkowieczna; uprawia się ją tylko przez 2 lata, po czym odnawia się ją z wcześniej przygotowanych sadzonek.

## Uprawa
- Wymagania. Nie ma specjalnych wymagań co do gleby, wystarcza jej zwykła ziemia do roślin doniczkowych. Potrzebuje dużo światła, przy słabym oświetleniu liście będą słabo wybarwione. Również zimą musi mieć dużo światła. Latem temperatura pokojowa jej wystarcza, zima nie powinna być niższa niż 15 °C, a jeśli ograniczy się podlewanie może być nawet 13 °C. Nie należy liści nabłyszczać.
- Zabiegi uprawowe. Podlewa się ją dość obficie; w lecie dwa razy w tygodniu, zimą dużo rzadziej. W drugim roku uprawy wymaga dla silnie rozwijających się pędów podparcia. Nawozi się umiarkowanie i tylko w lecie, najlepiej wieloskładnikowymi nawozami rozpuszczonymi w wodzie. Zakurzone liście czyści się przez spryskiwanie wodą, lub przy pomocy pędzelka. Przesadza się ją na początku drugiego roku uprawy do doniczki większej o 2–3 numery. Po przesadzeniu przycina się ją. Kwiaty najlepiej jest od razu usuwać, gdyż nie są ozdobne, natomiast ich pozostawienie powoduje szybkie zamieranie rośliny
- Rozmnażanie. Poprzez sadzonki otrzymywane z wierzchołków pędów. Ukorzeniają się one dość łatwo w wodzie lub od razu w doniczce. Temperatura powinna wynosić 18–20 °C.